# Pedro José Nepomuceno Cunha
Pedro José Nepomuceno Cunha (Rio de Janeiro-RJ, 12 de outubro de 1945), mais conhecido como Pedrinho, é um ex-futebolista brasileiro que atuava como lateral-esquerdo e zagueiro.

## Carreira
Nascido no bairro de Realengo, no Rio de Janeiro, Pedrinho iniciou sua carreira futebolística nas divisões de base do Bangu, onde se profissionalizou. Passou a ter mais chances em 1967, quando foi um dos destaques na conquista do Torneio “Quadrangular dos Campeões”, uma competição disputada em Belo Horizonte naquele ano.
Com boas participações também no Torneio Roberto Gomes Pedrosa de 1968, seu nome entrou com força na lista de jogadores pretendidos pelos grandes clubes do eixo Rio-São Paulo.
Em outubro de 1969, foi emprestado ao Corinthians, que no ano seguinte o contratou em definitivo. De acordo com o Almanaque do Corinthians, de Celso Unzelte, entre 1969 e 1972, Pedrinho defendeu as cores do Corinthians em 159 partidas e marcou 2 gols.
Após uma breve passagem por empréstimo ao Vasco da Gama, ele transferiu-se, em 1974, para o Santa Cruz, onde foi tri-campeão pernambucano.

## Conquistas
Bangu
- Campeonato Carioca: 1966
- Torneio Quadrangular dos Campeões: 1967

Corinthians
- Torneio do Povo: 1971

Santa Cruz
- Campeonato Pernambucano (3): 1976, 1978 e 1979.

### Campanhas de Destaque
Bangu
- Vice-campeão do Campeonato Carioca de Futebol: 1967